# Glycosmis greenei
Glycosmis greenei är en vinruteväxtart som beskrevs av Adolph Daniel Edward Elmer. Glycosmis greenei ingår i släktet Glycosmis och familjen vinruteväxter. Inga underarter finns listade i Catalogue of Life.